# 小行星16744
小行星16744（16744 Antonioleone）是一颗绕太阳运转的小行星，为主小行星带小行星。该小行星于1996年7月23日发现。

## 轨道参数
小行星16744的轨道半长轴为2.4313916 UA，离心率为0.255。